# 第29届大众电影百花奖
第29届大众电影百花奖是中国电影家协会為表彰2007年-2008年杰出华语片颁发的群众性奖项，2008年8月13日公布各奖项的五个提名奖名单。颁奖典礼于2008年9月13日在中国辽宁省大连举行。通过电影频道（CCTV-6）现场直播，由涂经纬、徐静蕾、侯佩岑共同主持。

## 时间表
| 日期          | 活动                 |
| ------------- | -------------------- |
| 2008年4月17日 | 公布各奖项候选名单   |
| 2008年8月13日 | 公布各奖项提名名单   |
| 2008年9月13日 | 提名奖颁奖发布会     |
| 2008年9月13日 | 第29届百花奖颁奖典礼 |

## 候选名单
最佳影片奖（10部）
- 《云水谣》
- 《长江七号》
- 《东京审判》
- 《投名状》
- 《宝贝计划》
- 《宝葫芦的秘密》
- 《疯狂的石头》
- 《隐形的翅膀》
- 《集结号》
- 《满城尽带黄金甲》

最佳导演
- 尹 力（电影《云水谣》导演）
- 冯小刚（电影《集结号》导演）
- 冯振志（电影《隐形的翅膀》导演）
- 宁 浩（电影《疯狂的石头》导演）
- 朱家欣、钟智行（电影《宝葫芦的秘密》导演）
- 张艺谋（电影《满城尽带黄金甲》导演）
- 陈木胜（电影《宝贝计划》导演）
- 陈可辛（电影《投名状》导演）
- 周星驰（电影《长江七号》导演）
- 高群书（电影《东京审判》导演）

最佳男主角（12位）
- 古天乐（电影《宝贝计划》中饰演百达通）
- 成 龙（电影《宝贝计划》中饰演人字拖）
- 刘松仁（电影《东京审判》中饰演梅汝璈）
- 刘德华（电影《投名状》中饰演赵二虎）
- 朱祺隆（电影《宝葫芦的秘密》中饰演王葆）
- 张涵予（电影《集结号》中饰演谷子地）
- 李连杰（电影《投名状》中饰演庞青云）
- 陈 坤（电影《云水谣》中饰演陈秋水）
- 周星驰（电影《长江七号》中饰演铁）
- 金城武（电影《投名状》中饰演姜午阳）
- 周润发（电影《满城尽带黄金甲》中饰演大王）
- 郭 涛（电影《疯狂的石头》中饰演包世宏）

最佳女主角（8位）
- 巩俐（电影《满城尽带黄金甲》中饰演王后）
- 汤嬿（电影《集结号》中饰演孙桂琴）
- 李冰冰（电影《云水谣》中饰演王金娣）
- 林熙蕾（电影《东京审判》中饰演田芳子）
- 徐若瑄（电影《云水谣》中饰演王碧云）
- 高圆圆（电影《宝贝计划》中饰演淑芬）
- 徐静蕾（电影《投名状》中饰演莲生）
- 梁咏琪（电影《宝葫芦的秘密》中饰演刘老师）

最佳男配角（9位）
- 邓 超（电影《集结号》中饰演赵二斗）
- 朱孝天（电影《东京审判》中饰演肖南）
- 陈宝国（电影《宝贝计划》中饰演黑帮老大）
- 岳小军（电影《疯狂的石头》中饰演小军）
- 其那日图（电影《隐形的翅膀》中饰演强教练）
- 周杰伦（电影《满城尽带黄金甲》中饰演杰王子）
- 徐 峥（电影《疯狂的石头》中饰演冯董）
- 秦 汉（电影《云水谣》中饰演王庭武）
- 曾 江（电影《东京审判》中饰演向哲浚）

最佳女配角（5位）
- 归亚蕾（电影《云水谣》中饰演老年王碧云）
- 杨贵媚（电影《云水谣》中饰演徐凤娘）
- 杨 静（电影《隐形的翅膀》中饰演志华妈）
- 罗海琼（电影《集结号》中饰演军医）
- 侯 姝（电影《疯狂的石头》中饰演菁菁）

最佳新人（8位）
- 张雨绮（电影《长江七号》中饰演袁老师）
- 张致恒（电影《云水谣》中饰演薛子路）
- 李 曼（电影《满城尽带黄金甲》中饰演小禅）
- 徐 娇（电影《长江七号》中饰演周小狄）
- 袁文康（电影《集结号》中饰演王金存）
- 梁洛施（电影《云水谣》中饰演王小芮）
- 黄 渤（电影《疯狂的石头》中饰演黑皮）
- 雷庆瑶（电影《隐形的翅膀》中饰演志华）

## 提名及得獎名单
| 最佳故事片 | 最佳导演 |
| --- | --- |
| - 最佳奖：《集结号》 - 优秀奖：《云水谣》 - 优秀奖：《隐形的翅膀》 - 《疯狂的石头》 - 《东京审判》                                        | - 冯小刚 - 《集结号》 - 尹力 - 《云水谣》 - 周星驰 - 《长江七号》 - 宁浩 - 《疯狂的石头》 - 高群书 - 《东京审判》                                |
| 最佳男主角 | 最佳女主角 |
| - 张涵予 - 《集结号》 饰 谷子地 - 陈坤 - 《云水谣》 饰 - 郭涛 - 《疯狂的石头》 饰 - 李连杰 - 《投名状》 饰 - 刘松仁 - 《东京审判》 饰     | - 李冰冰 - 《云水谣》 饰 王金娣 - 汤嬿 - 《集结号》 饰 - 高圆圆 - 《宝贝计划》 饰 - 徐若瑄 - 《云水谣》 饰 王碧云 - 梁咏琪 - 《宝葫芦的秘密》 饰 |
| 最佳男配角 | 最佳女配角 |
| - 邓超 - 《集结号》 饰 - 周杰伦 - 《满尽带黄金甲》 饰 杰王子 - 陈宝国 - 《宝贝计划》 饰 - 徐峥 - 《疯狂的石头》 饰 - 秦汉 - 《云水谣》 饰 | - 归亚蕾 - 《云水谣》 饰 王碧云（老年） - 罗海琼 - 《集结号》 饰 - 侯姝 - 《疯狂的石头》 饰 - 杨静 - 《隐形的翅膀》 饰                           |
| 最佳新人 | |
| - 雷庆瑶 - 《隐形的翅膀》 饰 - 徐娇 - 《长江七号》 饰 - 黄渤 - 《疯狂的石头》 饰 - 袁文康 - 《集结号》 饰 - 梁洛施 - 《云水谣》 饰        | |

## 特别奖项
- 中国电影金鸡奖终身成就奖
  - 袁乃晨（译制片翻译家）
  - 陈强（表演艺术家）

## 相关连接
- 第29届大众电影百花奖完全获奖名单 （页面存档备份，存于）